# کلینتون (بریتیش کلمبیا)
کلینتون (به انگلیسی: Clinton) یک منطقهٔ مسکونی در کانادا است که در Thompson-Nicola Regional District واقع شده‌است. کلینتون ۸٫۱۹ کیلومتر مربع مساحت و ۶۴۱ نفر جمعیت دارد و ۹۰۰ متر بالاتر از سطح دریا واقع شده‌است.